# Макаревич, Олег Юрьевич
Макаревич Олег Юрьевич (род. 25 февраля 1962, г. Коростышев Житомирской обл.) — украинский композитор и аранжировщик

. Заслуженный деятель искусств Украины (2020).

## Биография
Олег Макаревич родился 25 февраля 1962 в г. Коростышев Житомирской области (Украина). Мать — учительница начальных классов, отец — архитектор. Окончил музыкальную школу по классу скрипки, КИСИ (Киевский инженерно-строительный институт) по специальности Архитектор. Начал свою творческую деятельность в 1981 г. в составе собственного музыкального коллектива на базе КИСИ, с 1996 г. работал гитаристом в группе «Аквавита». В то же время пробует себя в качестве композитора и аранжировщика музыкальных произведений. Первый успех национального масштаба пришел с песней «Горобина нiч» в исполнении Народной Артистки Украины Оксаны Билозир. В 2002 г. была написана песня «Белый Танец», которую исполнила Народная Артистка Советского Союза София Ротару. 
После этого последовал целый ряд хитов, таких как «Я назову планету именем твоим», «Отпусти меня», «Ты далеко» и др.
С 2001 по 2007 г. Олег Макаревич становится ежегодным лауреатом украинской премии «Шлягер Року», а его песни звучат на самых престижных площадках всего бывшего Союза в исполнении Софии Ротару, Таисии Повалий, Николая Баскова, Ирины Круг, Татьяны Недельской, Оксаны Билозир, Наталии Бучинской, Оксаны Пекун, Аллы Кудлай и др.
С 2003 по 2013 г. Макаревич становится ежегодным лауреатом российской премии «Песня Года», его хиты не раз удостаиваются престижной российской премии «Золотой Граммофон», принимают участие в международном фестивале «Новая Волна», «Crimea Music Fest», «Жара», премия МУЗ-ТВ, и др.
Сегодня[когда?] Олег Макаревич живёт и работает в г. Киев, плодотворно сотрудничает как с известными авторами и исполнителями, так и с новыми интересными и талантливыми поэтами и артистами.

## Список песен
| наименование песни                 | автор текста                | исполнитель                    |
| Все сбудется                       | Пономаренко Людмила         | Басков Николай                 |
| На берегу моей любви               | Муравьев Евгений            | Басков Николай                 |
| От любви вращается земля           | Макаревич Олег              | Басков Николай                 |
| Позови меня                        | Ткач Ольга, Макаревич Олег  | Басков Николай                 |
| Сердце                             | Ткач Ольга                  | Басков Николай                 |
| Скажи, где ты, любовь?             | Макаревич Олег              | Басков Николай                 |
| Туманный остров/как умирает любовь | Ткач Ольга                  | Басков Николай                 |
| Отпусти меня                       | Ткач Ольга                  | Басков Николай, Повалий Таисия |
| Ты далеко                          | Макаревич Олег              | Басков Николай, Повалий Таисия |
| Я найду свою любовь                | Муравьев Евгений            | Басков Николай, Ротару София   |
| Горобина нiч                       | Золотоноша Лилия            | Билозир Оксана                 |
| Осень на корабле                   | Золотоноша Лилия            | Билозир Оксана                 |
| Люби меня так                      | Куровский Виталий           | Бучинская Наталья              |
| Любовь проиграна ноль ноль         | Ткач Ольга                  | Бучинская Наталья              |
| Просто                             | Ткач Ольга                  | Бучинская Наталья              |
| Где-то за морем, за океаном        | Макаревич Олег              | Круг Ирина                     |
| Остров любви                       | Ткач Ольга                  | Круг Ирина                     |
| Навищо руки целував                | Бригинец А.                 | Кудлай Алла                    |
| Зачем                              | Ткач Ольга                  | Недельская Татьяна             |
| Нелюбовь                           | Недельская Татьяна          | Недельская Татьяна             |
| Прости, осень                      | Макаревич Олег              | Недельская Татьяна             |
| Судьба                             | Ткач Ольга                  | Недельская Татьяна             |
| Улетаю                             | Ткач Ольга                  | Недельская Татьяна             |
| Вiдлiтаю, прощай                   | Лайко Елена                 | Пекун Оксана                   |
| Гори-гори ясно                     | Серова Валерия              | Пекун Оксана                   |
| Доле моя                           | Ткач Ольга                  | Пекун Оксана                   |
| История                            | Лайко Елена, Макаревич Олег | Пекун Оксана                   |
| Мамо                               | Ткач Ольга                  | Пекун Оксана                   |
| Не кажи                            | Пономаренко Людмила         | Пекун Оксана                   |
| Осiнь                              | Базилевич Алик              | Пекун Оксана                   |
| Твоя                               | Бригинец Александр          | Пекун Оксана                   |
| У мого кохання                     | Ткач Ольга                  | Пекун Оксана                   |
| Цвiли сади                         | Галябарда Степан            | Пекун Оксана                   |
| Я без тебе                         | Куровский Виталий           | Пекун Оксана                   |
| Я така ще молода                   | Демиденко                   | Пекун Оксана                   |
| Широка душа                        | Серова Валерия              | Пекун Оксана                   |
| Виражи                             | Ткач Ольга                  | Повалий Таисия                 |
| Переживу                           | Ткач Ольга                  | Повалий Таисия                 |
| Сто бессонных ночей                | Ткач Ольга                  | Повалий Таисия                 |
| Белый танец                        | Куровский Виталий           | Ротару София                   |
| Глаза в глаза                      | Муравьев Евгений            | Ротару София                   |
| И кто посмеет                      | Ткач Ольга                  | Ротару София                   |
| И летит моя душа                   | Осиашвили Симон             | Ротару София                   |
| Какая на сердце погода             | Ткач Ольга                  | Ротару София                   |
| Любовь жива                        | Ткач Ольга                  | Ротару София                   |
| Не люби                            | Куровский Виталий           | Ротару София                   |
| Оглянись назад                     | Макаревич Олег              | Ротару София                   |
| Сердце ты мое                      | Куровский Виталий           | Ротару София                   |
| Три дня                            | Гуцериев Михаил             | Ротару София                   |
| Ты улетишь                         | Куровский Виталий           | Ротару София                   |
| Я назову планету именем твоим      | Ткач Ольга                  | Ротару София                   |
| Я не оглянусь                      | Ткач Ольга                  | Ротару София                   |
| Я решила сама                      | Ткач Ольга                  | Ротару София                   |
| А на долi доленцi                  | Золотоноша Лилия            | Рыжова Светлана                |
| Грусти                             | Рыжова Светлана             | Рыжова Светлана                |
| Грустно                            | Рыжова Светлана             | Рыжова Светлана                |
| Духмяне зiлля                      | Золотоноша Лилия            | Рыжова Светлана                |
| Звездопады                         | Золотоноша Лилия            | Рыжова Светлана                |
| Звездочка                          | Рыжова Светлана             | Рыжова Светлана                |
| Искренней зимой                    | Золотоноша Лилия            | Рыжова Светлана                |
| Лето                               | Золотоноша Лилия            | Рыжова Светлана                |
| Любовь и милость                   | Золотоноша Лилия            | Рыжова Светлана                |
| Морячок                            | Рыжова Светлана             | Рыжова Светлана                |
| Не ты виноват                      | Золотоноша Лилия            | Рыжова Светлана                |
| Неземная                           | Рыжова Светлана             | Рыжова Светлана                |
| Несносный октябрь                  | Золотоноша Лилия            | Рыжова Светлана                |
| Ностальгия                         | Рыжова Светлана             | Рыжова Светлана                |
| Очи                                | Золотоноша Лилия            | Рыжова Светлана                |
| Ресторанный шум                    | Золотоноша Лилия            | Рыжова Светлана                |
| Романс                             | Золотоноша Лилия            | Рыжова Светлана                |
| Рукою правою                       | Золотоноша Лилия            | Рыжова Светлана                |
| Сезон дождей                       | Золотоноша Лилия            | Рыжова Светлана                |
| Твоi очi                           | Рыжова Светлана             | Рыжова Светлана                |
| Тепло                              | Рыжова Светлана             | Рыжова Светлана                |
| Ты говорил                         | Макаревич Олег              | Рыжова Светлана                |
| Ты шампанское налей                |                             | Рыжова Светлана                |
| Я не скажу тебе прощай             | Золотоноша Лилия            | Рыжова Светлана                |
| Я не стану ворожити                | Золотоноша Лилия            | Рыжова Светлана                |
| Мрiэмо                             | Фень Андрей                 | Светлана Весна                 |

Источник